# Franck André Jamme
Franck André Jamme (21 de novembro de 1947 - 1 de outubro de 2020) foi um poeta francês.
Pelas suas obras, Jamme recebeu o Grand prix de poésie de la SGDL em 2005. A obra Forêt sensible foi baseada nos Nouveaux exercices e Au secret de Jamme, este último escrito especificamente para a companhia Souffleurs, commandos poétiques.
Franck André Jamme morreu no dia 1 de outubro de 2020, com 72 anos de idade.

## Obras
- L'Ombre des biens à venir (1981)
- Absence de résidence et pratique du songe (1985)
- La Récitation de l'oubli (1986)
- Un diamant sans étonnement (1998)
- Nouveaux exercices (2002)
- Extraits de la vie des scarabées (2004)
- De la Distraction (2005)
- Mantra des réalités invisibles et des doigts troués de la vue (2006)
- Au secret (2010)
- Tantra Song: Tantric Painting from Rajashtan (editor) (2011)